# Ahititi
Ahititi est une localité de la région de Taranaki, située dans le sud de l'Île du Nord de la Nouvelle-Zélande.

## Situation
La State Highway 3/S H 3 (en) passe à travers la ville de Ahititi. La ville de Mokau est à 23 km vers le sud, la ville de Mimi est à 26 km vers le sud-ouest, et la ville de Kotare est à 16 km vers l'est. La rivière Tongaporutu s'écoule à travers le secteur et se jette dans le North Taranaki Bight (en) au niveau de la ville de Tongaporutu vers le nord-ouest,.

## Toponymie
Le nom Ahitit signifie « le feu pour faire la cuisine » (ahi) des Puffin fuligineux ou Sooty Shearwater ou muttonbirds (titi).

## Population
Ahititi et ses environs au niveau du Meshblock (en) No 1552600, qui l'entoure a une population de 84 personnes réparties dans 33 foyerʂ selon le recensement de 2013 en Nouvelle-Zélande.

## Éducation
L'école de Ahititi School est une école mixte assurant tout le primaire (allant de l'année 1 à 8) avec en 2010, un taux de décile de 3 et un effectif de 42 élèves. L'école a célébré son 100e jubilé en 1997,. L'effectif est de dix élèves en 2018.

## Autres lectures
- (en) Tongaporutu Ahititi Okau centennial booklet, 1897-1997, Ahititi, [N.Z.] : New Plymouth, [N.Z.], Centennial Committee : Aries Print, 1997
- (en) Brian E. Gray, The Tongaporutu River Valley : a history of the combined districts of Tongaporutu, Ahititi, Okau, Kotare, Rerekapa, Inglewood, [N.Z.], Tongaporutu Historical Committee, 2000 (ISBN 978-0-473-07216-2).
- (en) Parochial District of Saint Peter-by-the-Sea, Mokau : "come unto me", Mokau, [N.Z.], Parochial District of Saint Peter-by-the-Sea, c. 1956
- (en) Tongaporutu Ahititi Okau centennial booklet, 1897-1997, Ahititi, [N.Z.] : New Plymouth, [N.Z.], Centennial Committee : Aries Print, 1997

- New Zealand Gazetteer